# Marc Pickering
Marc Pickering, född 5 juni 1985 i Hull i East Riding of Yorkshire, är en brittisk skådespelare.   
Pickering scendebuterade som åttaåring. Han har på scen medverkat i Oliver Twist, Jesus Christ Superstar, West Side Story och Les Miserables.

## Filmografi i urval
- 2006 - Cashback
- 2004 – The Queen of Sheba's Pearls
- 2003 - Kalenderflickorna
- 1999 -  Sleepy Hollow